# Freak show

En Freakshow i Rutland, Vermont 1941.

Begreppet Freak show kommer från engelskans freak vilket betyder udda person eller grotesk varelse. Det är en form av underhållning där människor och djur med olika lyten och missbildningar (exempelvis skäggiga damen, elefantmannen, mannen med gristrynet och så vidare) visas för publik mot betalning. Liknande tillställningar förekom ofta på marknadsplatser förr i tiden. Ibland drygades showen ut med så kallade geeks vilket var artister som utförde extremt motbjudande nummer, till exempel att äta krossat glas eller levande fisk. 
Genren skapades i USA av affärsmannen P.T. Barnum, som ordnade utvisningar på Barnum American Museum i New York, men även som pausunderhållning på opera och senare på så kallad side show i anslutning till Barnums cirkus. Sideshow är en unikt amerikansk företeelse.
I Sverige har udda personer främst visats upp i nöjesparker och på marknadsvarietéer. Det har även förekommit att föräldrar turnerat med sina annorlunda barn i privata hem, till exempel systrarna Eklund från Vimmerby vilka båda led av albinism. På nöjesfältet Gröna Lund i Stockholm ordnades freak show fram till 1970-talet.
Numera kallas ibland TV-program som handlar om, och visar upp, udda eller marginaliserade personer för freak shows.